# Englische Fußballnationalmannschaft der Amateure

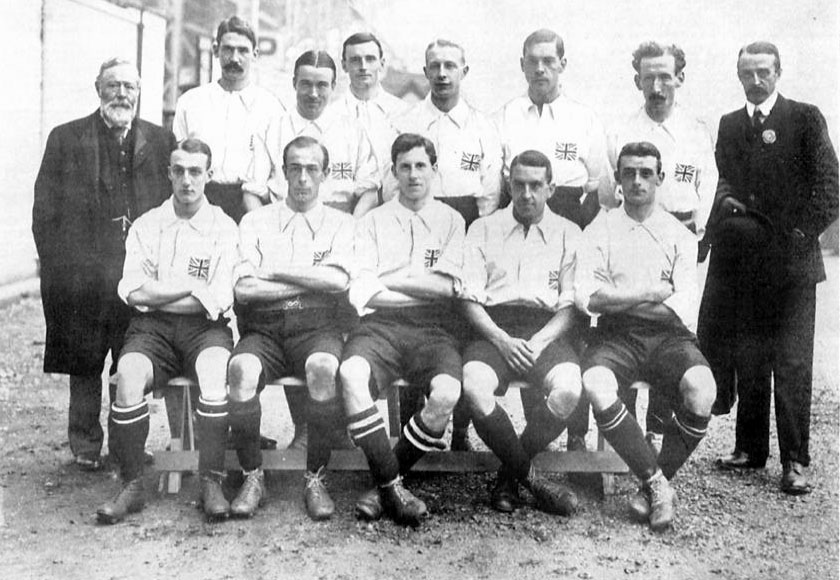
Die englische Fußballnationalmannschaft der Amateure als britische Auswahl bei den Olympischen Sommerspielen 1908

Die englische Fußballnationalmannschaft der Amateure war eine Auswahl aus nichtprofessionellen Spielern, die England bei Fußballbegegnungen gegen Teams anderer Nationen repräsentierte. Sie wurde zu Beginn des 20. Jahrhunderts gegründet und war dadurch motiviert, dass in einer zunehmenden Professionalisierung des Fußballs Amateurfußballer nur noch geringe Chancen für eine Berücksichtigung in der englischen Nationalmannschaft besaßen.
Die englische Amateurnationalmannschaft trat zumeist gegen andere Länderauswahlteams aus Europa an, die häufig aus Profi- und Amateurspielern gemischt wurde. Sie war trotz ihrer Amateurstellung sehr konkurrenzfähig und wurde zwischen 1906 und 1910 sogar in einer Serie von 20 Spielen nicht besiegt. Nach einer Vereinbarung zwischen allen britischen Fußballverbänden repräsentierte die Mannschaft das Vereinigte Königreich als Großbritannien während der Olympischen Spiele 1908 in London und 1912 in Stockholm, wo sie in beiden Fällen die Goldmedaille gewinnen konnte. 
Die Amateurmannschaft existierte noch viele weitere Jahre, obwohl sie später nur noch gegen reine Amateurgegner antrat und diese auch nicht mehr so deutlich beherrschte. Sie wurde 1974 aufgelöst, als die Football Association die formale Unterscheidung zwischen Amateuren und Profis aufhob. Die Position des früheren Amateurteams nimmt heute eine halbprofessionelle Mannschaft ein, die sich aus Spielern des National League Systems (unterhalb der Football League) zusammensetzt.
Die deutsche Fußballnationalmannschaft trug ihre ersten Länderspiele gegen englische Nationalteams gegen die Amateurauswahl aus und verlor dreimal (0:9, 1:5 und 0:3) und spielte einmal remis (2:2). In der Statistik werden diese Spiele beim DFB, nicht jedoch bei der FA für das A-Nationalteam geführt. In späteren Jahren konnte die deutsche Mannschaft die Statistik gegen die englische A-Nationalmannschaft aufbessern. Deshalb ergab sich zeitweise die paradoxe Situation, dass sowohl der deutsche, wie auch der englische Verband für die Begegnungen mit der jeweiligen anderen Nationalmannschaft eine negative Statistik führte. Zurzeit ist die Bilanz der englischen A-Nationalmannschaft gegen Deutschland ausgeglichen (13 Siege, 6 Remis und 13 Niederlagen), wogegen die Bilanz der deutschen A-Nationalmannschaft gegen England mit 13 Siegen, 7 Remis und 16 Niederlagen weiterhin negativ ist, wobei die deutschen Siege in den Elfmeterschießen 1990 und 1996 als Remis gewertet werden.
Bis dato haben noch mindestens fünf Länder (Deutschland, Niederlande, Schweiz, Schweden und Thailand) ihre höchsten Länderspielniederlagen gegen die englische Amateurnationalmannschaft erlitten.
Erfolgreichster Torschütze ist Vivian John Woodward, der in 30 Spielen 44 bzw. 46 Tore (je nach Quelle) erzielte. Zudem gelangen ihm in 23 Spielen 29 Tore für die A-Nationalmannschaft.